# إيرل بلير
إيرل بلير (بالإنجليزية: Earl Blair)‏ هو لاعب كرة قدم أمريكية أمريكي، ولد في 1934 في باسكاغولا في الولايات المتحدة، وتوفي في 2004 في أوفرلاند بارك في الولايات المتحدة بسبب سرطان الرئة.